# Magyar Újság
Magyar Újság (1924-27; 1928-1931), székhely: Arad; Magyar Újság (1933-1940), székhely Kolozsvár.

## Az aradi Magyar Újság
Az OMP Arad megyei szervezetének hivatalos lapja. 1924 és 1927 között négy évfolyamot ért meg, majd Aradi Magyar Újság címen 1928 és 1931 között újra megjelent.
Felelős szerkesztője Barabás Béla, majd Geller Ödön és Juhász Attila. A kisebbségpolitikai célokat követő lap munkatársai között volt Nagy Dániel, Balla Böske, Seidner Imre. Politikai Portrék c. rovatában az aradi magyar értelmiségiek pályafutását, politikai karrierjét ismertette; 1927 májusától A gyermekek újságja címmel indított ifjúsági mellékletet.
Irodalmi rovataiban Olosz Lajos, Tersánszky Józsi Jenő, Nagy Dániel, Török Sándor, fordításban Oscar Wilde alkotásai olvashatók. Interjút közölt Karinthy Frigyessel.

## A kolozsvári Magyar Újság
A kolozsvári Keleti Újság érdekkörébe tartozó néplap. 1933. december 1-től 1940. augusztus 30-ig jelent meg naponként.
Előbb Olajos Domokos és Karádi Nagy Lajos szerkesztette, 1938-tól mint felelős igazgató Somodi András vette át irányítását. A lap segédszerkesztője volt korai haláláig Koós Kovács István. A jobbára csak tájékoztatásra korlátozódó hírrovatainak sivárságát némiképp enyhítette a jó értelemben vett szórakoztató irodalmi szemelvények, mint amilyen Tompa Sándor Pufi úrfi góbéságai c. anekdota-sorozata (1937).